# Carlos Manuel de Céspedes y García Menocal

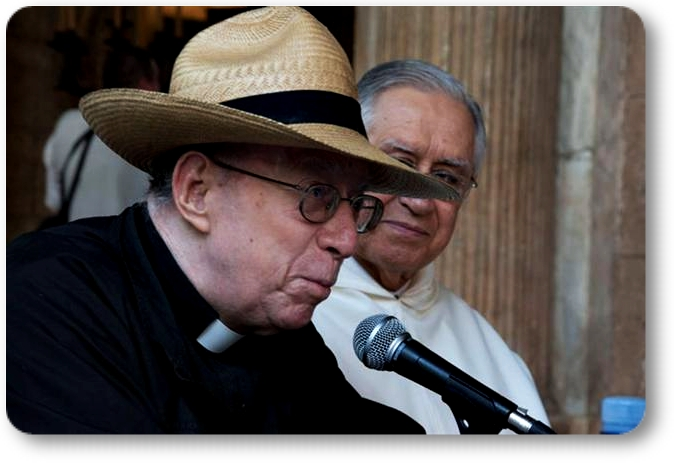
Carlos Manuel de Céspedes y García Menocal

Carlos Manuel de Céspedes y García Menocal (* 16. Juli 1936 in Havanna, Kuba; † 3. Januar 2014 ebenda) war ein kubanischer Geistlicher, römisch-katholischer Theologe und Schriftsteller. Er galt als eine der einflussreichsten Persönlichkeiten Kubas.

## Familie
Carlos Manuel de Céspedes García-Menocal war Ur-Ur-Enkel des gleichnamigen Freiheitskämpfers im 1. Unabhängigkeitskrieg und Begründers der kubanischen Nation, Carlos Manuel de Céspedes. Manuel Hilario de Céspedes y García Menocal, Bischof von Matanzas, war sein Bruder. Der dritte Staatspräsident Kubas, Mario García Menocal, war sein Großonkel.

## Leben
Er studierte Rechtswissenschaften und Philosophie an der Universität von Havanna. Von 1959 bis 1963 absolvierte er ein Theologiestudium an der Päpstlichen Universität Gregoriana in Rom. Am 23. Dezember 1961 empfing er durch Antonio Kardinal Samorè die Priesterweihe in Rom. Vor seiner Rückkehr nach Kuba 1963 besuchte er Weiterbildungskurse in Paris, Löwen, Arolsen und Wien.
Bis 1966 war er Präfekt des Priesterseminars El Buen Pastor. 1970 wurde er Rektor des Priesterseminars San Carlos y San Ambrosio. Seit 1963 war er Professor für die Heilige Schrift.
Zudem war er von 1970 bis 1991 Leiter des Generalsekretariats der Kubanischen Bischofskonferenz. Von 1991 bis 1995 war er Kanzler der Erzdiözese. Er war Mitglied und Berater verschiedener Abteilungen der lateinamerikanischen Bischofskonferenzen CELAM. Er war von 1984 bis 2009 Consultor des Päpstlichen Rats für die Kultur. Er war Generalvikar und Bischofsvikar des Erzbistums Havanna.
Bekannt wurde er als Schriftsteller mit seinen Essays. Er war seit 2005 Mitglied der kubanischen Akademie für Sprache (Academia Cubana de la Lengua), eines von drei katholischen Mitgliedern neben Manuel Kardinal Arteaga und Evelio Díaz-Cía seit Gründung der Akademie 1926. Er war Mitherausgeber der Zeitschrift der Erzdiözese Havanna „Palabra Nueva“.

## Auszeichnungen
- Ernennung zum Kaplan Seiner Heiligkeit (Monsignore) durch Papst Paul VI. (1976)
- Premio de la Latinidad (Kuba)
- Premio de la Utilidad de la Virtud (Kuba)
- Orden de Isabel la Católica (Spanien 2008)

## Schriften
- Orientaciones actuales de la teología católica, La Habana 1995
- Recuento, Miami 1992
- Canciones del atardecer, Miami 1992
- Promoción humana, realidad cubana y perspectivas, Caracas 1996
- Érase una vez en la habana, Madrid 1998
- Fiesta innombrable, Holguín 1999
- Pasión por Cuba y por la Iglesia, Madrid 1999 (Biografie über Félix Varela)
- Zarpazos a la memoria, Madrid 2001